# عبد الحليم النمر
عبد الحليم النمر الحمود العربيات (1916 - 1964) سياسي وبرلماني أردني أحد الزعماء الوطنيين من السلط، خاض الانتخابات النيابية على قائمة الجبهة الوطنية عام 1950 وفاز فيها.، شغل عدة مناصب مهمة في الحكومات الأردنية والبرلمان الأردني،
تم تكليفه بتشكيل الحكومة فاعتذر ليترك المجال لزميله سليمان النابلسي الذي كان رئيسا للحزب الوطني الدستوري. حيث كان أحد أعضاء حكومة سليمان النابلسي هي الحكومة السابعة والثلاثون من حكومات المملكة الأردنية الهاشمية وكانت حكومة حزبية ترأسها سليمان النابلسي.

## حياته
ولد عبد الحليم النمر العربيات في السلط عام 1916 وتوفي عام 1964 درس في مدارس السلط ثم تابع دراسته الجامعية في الجامعة السورية في كلية الحقوق، وتخرج منها عام 1939 وعمل محاميا في عمان. عام 1937 تسلم سكرتارية مؤتمر الطلبة العرب في عمان
عام 1946 شارك في تأسيس الحزب العربي الاردني، مع سليمان النابلسي ومجموعة من الشخصيات والذي أصدر صحيفة الميثاق. أنتخب كنائب في أول مجلس نيابيي أردني بعد تأسيس المملكة. ثم فاز بانتخابات 1951 بعد الوحدة مع الضفة الغربية، وترأس المجلس كما ترأس اجتماع المجلس في إجتماعه الذي عقد في القدس عام 1952
تقلد منصب وزير المالية في حكومه توفيق ابو الهدى 1951 ثم منصب وزير المعارف في حكومة ابو الهدى 1952. ساهم في عام 1954 مِع عدد من الوطنيين في تأسيس الحزب الوطني الإشتراكي برئاسة سليمان النابلسي.

## المناصب
كما اصبح عضوا في 
- المجلس النيابي الأول
- مجلس النواب الأردني الثاني
- المجلس النيابي الثالث
- المجلس النيابي الخامس

## ابنائه
- مروان الحمود
- جرير[4]

## من اقواله
- ”إن الشعب إذا رآى فساد الموكلين بخدمته، وتأكد من فشلهم في تأمين سعادته، وثبت أنهم يسعون وراء نفعهم الخاص بهم، نظروا (الناس) لهم نظرة الغريب عنهم المتهاون في مصالحهم، فينقلب التآزر معهم إلى نقمة”[5]
- ” أن الأمن في الدولة، ثقة وطمانينة ومصلحة متبادلة، وحفظ حقوق وواجبات”.[5]

## مؤسسات بأسمه
- مدرسة عبد الحليم النمر الثانوية للبنين في السلط.[6]

## روابط خارجية
- عبد الحليم النمر - على درب المؤسسين - قناة المملكة